# Valle de Abdalajís
Valle de Abdalajís es un municipio español de la provincia de Málaga, comunidad autónoma de Andalucía. Está situado al norte del Valle del Guadalhorce y al sur de la comarca de Antequera, comarcas en la que se integra según diferentes delimitaciones.
El gentilicio es vallesteros. En el año 2009 contaba con 2842 habitantes (1396 hombres, 1446 mujeres). Su término municipal tiene una superficie de aprox. 21.4 km² y una densidad de 135,33 hab/km² y se encuentra situado a una altitud media de 358 m s. n. m.
La ciudad tiene su origen en la antigua Nescania romana, aunque varios yacimientos repartidos por el término municipal atestiguan que la zona estuvo habitada con anterioridad. De su pasado conserva un extenso patrimonio arqueológico. De su entorno físico destaca la sierra de Abdalajís.
Tiene un club de fútbol llamado Valle de Abdalajis UD que juega en el estadio Jonathan Ruiz

## Geografía

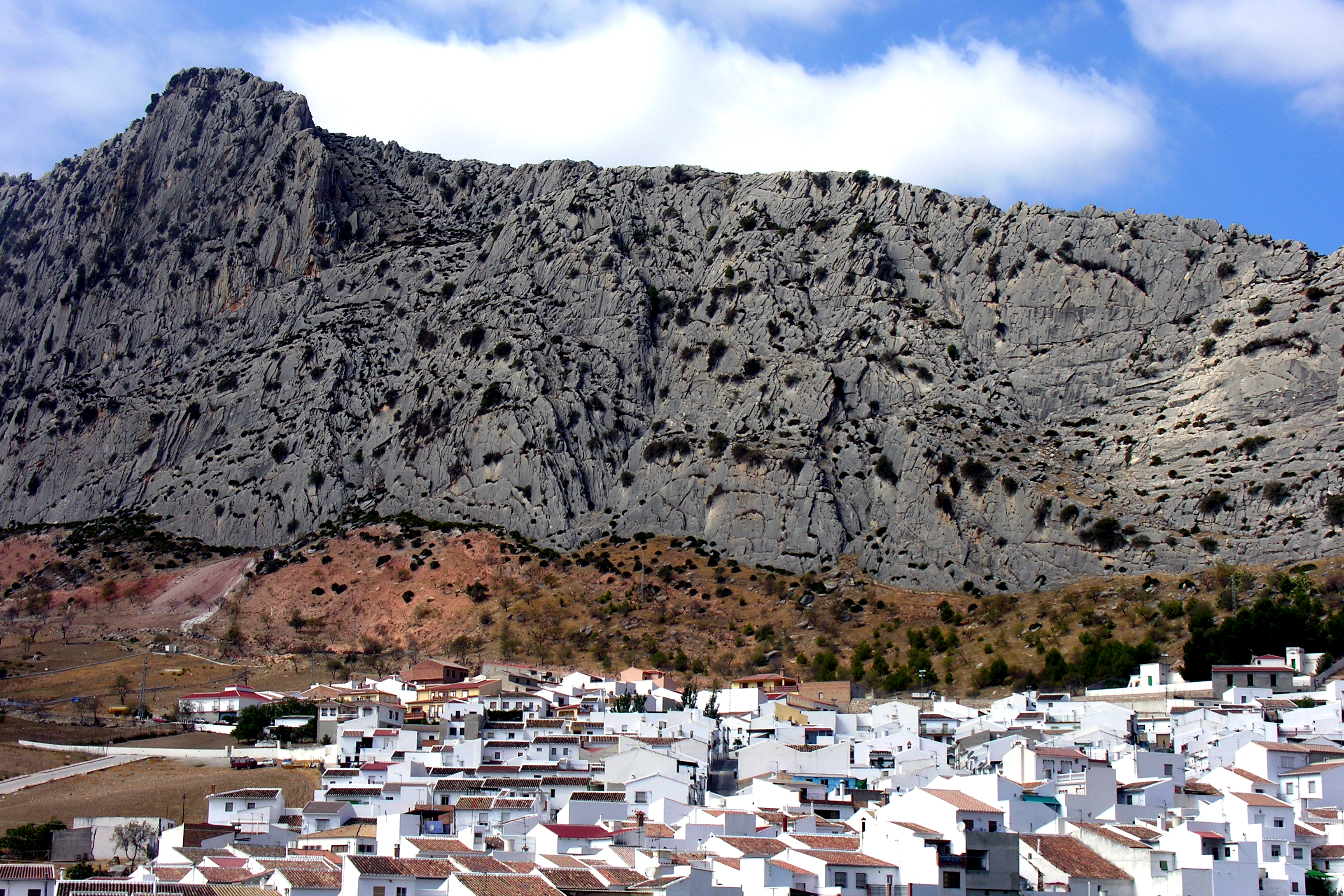
Sierra de Valle de Abadalajís.

El término municipal de Valle de Abdalajís, con 21,17 km², se encuentra situado entre las comarcas del Guadalhorce y del Antequera, al norte de la primera y al sur de la segunda y a 340 metros de altitud sobre el nivel del mar, en la provincia de Málaga. Se encuentra rodeado, en su mayor parte, por los términos municipales de Antequera, y en menor medida, Álora. En el entorno del Valle de Abdalajís tiene un gran protagonismo la sierra de la que el pueblo recibe su nombre. Esta forma parte de la cordillera Penibética y actúa como telón kárstico calizo, formado en el periodo Jurásico.
En la vertiente opuesta del Arroyo de las piedras (generador del Valle que aporta la otra parte del nombre al municipio), el paisaje está formado por un relieve más suave, de lomas y ondulaciones cubiertas de olivares y cereales, entre las que destaca el cerro del Camello o el del Castillo.
Cercano al casco urbano, están los núcleos de población de Antequera -21 km-, Álora, La Joya, Los Nogales, La Higuera (pedanías, las tres últimas, de Antequera), y a unos 50 km, la ciudad de Málaga.

### Relieve
Casi todo el municipio se sitúa entre los 200 y los 1000 m s. n. m., con grandes diferencias de altitud debidas a lo abrupto de su geografía. Su sierra -sierra de Abdalajís-, situada al oeste del municipio, forma parte de la Cordillera Antequerana, también llamada Arco Calizo Central Malagueño (cadena montañosa perteneciente a los Sistemas Béticos). De entre sus picos destacan la sierra de Abdalajís, con 1195 m; La Huma, con 1191 m; el pico de La Capilla, 1186 m; y el pico El Charcón, con 1015 m. El relieve en general es abrupto y montañoso, con excepción de algunas formas onduladas y el valle formado por el Arroyo de las Piedras.
La sierra caliza, de origen Jurásico posee interesantes formaciones kársticas como lapiaces, torcas, simas, grutas, cuevas y tajos.

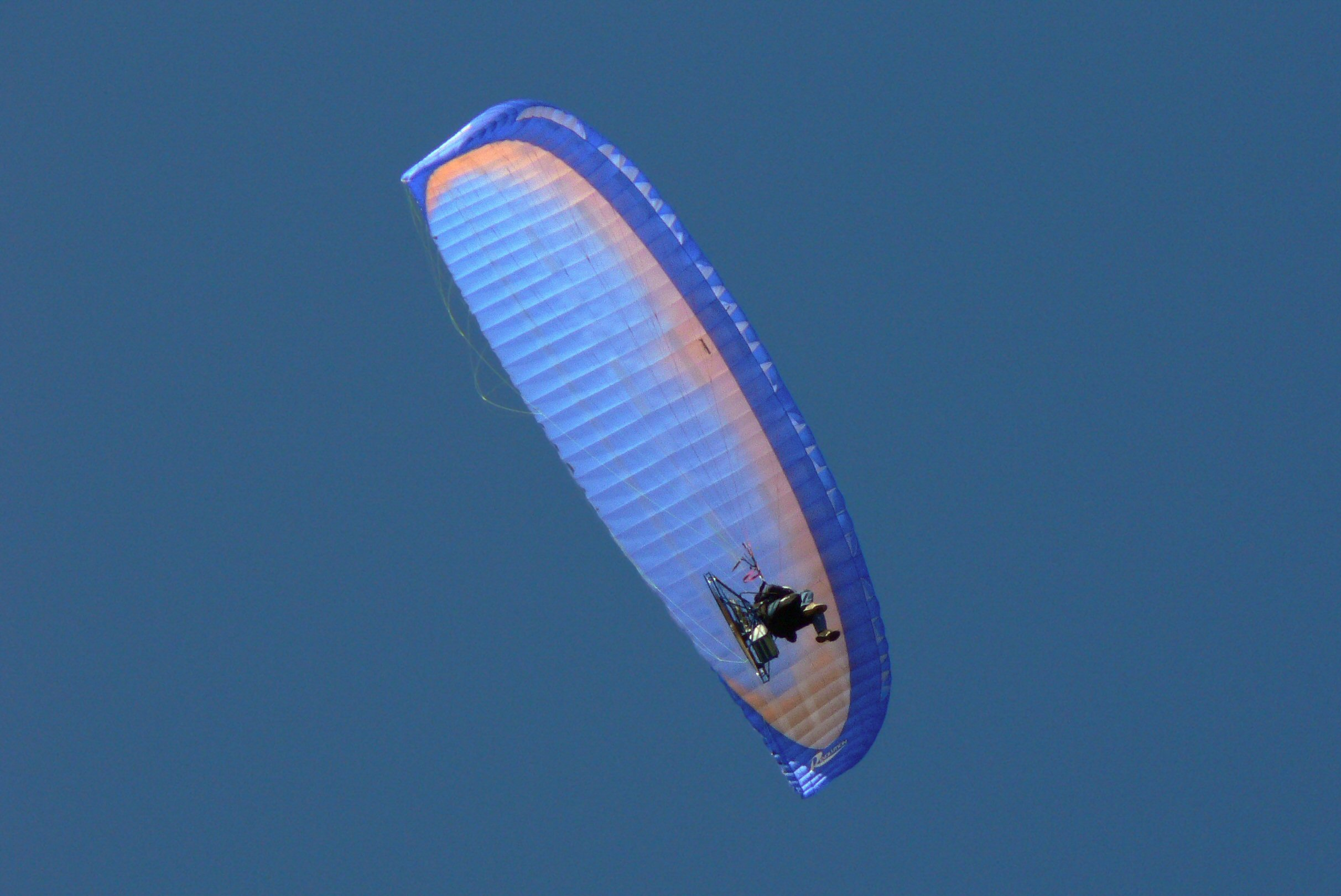
Parapente

Al este de la localidad se encuentran una serie de lomas predominantemente arcillosas, con suaves cerros, como el cerro del Camello, el cerro del Castillo o el de Los Candilitos (llamado así por la cantidad de plantas Aristolochia baetica, o Candilitos, existentes en esa zona).
Separando ambas elevaciones se encuentra el valle formado por el Arroyo de las Piedras. Este tiene su origen en dos cabezas, que nacen -ambas- en la sierra de la La Joya. Discurren a lo largo del término municipal de Antequera, uniéndose para formar un único arroyo cerca del municipio. En el término municipal del valle recibe las aguas de 3 afluentes: El Arroyo del Búho, el Arroyo de los Yesos (llamado así por la concentración de este tipo de roca en su cuenca) y el Arroyo de la Cañada. Más tarde, ya en el término municipal de Álora el arroyo efluye en el Río Guadalhorce.
Por su localización, orografía y por las condiciones climatológicas existentes en la zona hacen al municipio y a su entorno un lugar idóneo para la práctica de cualquier deporte de naturaleza, como el vuelo libre (ala Delta y Parapente...). Por la idoneidad de su enclave y las excelentes corrientes térmicas ha adquirido el sobrenombre de "Capital del Vuelo Libre".

### Clima
El clima en el Valle de Abdalajís es de tipo mediterráneo. Su especial situación entre dos elevaciones provoca, a menudo, fuertes vientos, y ocasiona, en verano, una menor insolación (la sombra generada por la sierra provoca unas temperaturas medias en las noches de verano menores a las de otros municipios de su entorno). Los veranos son calurosos durante el día, con temperaturas medias (20 °C aprox) por las noches y los inviernos son suaves, con temperaturas bajas pero no excesivamente (con muy baja frecuencia se producen heladas -menos de dos veces por año-). La temperatura media anual ronda los 15 °C. En invierno desciende hasta los 2 °C y puntualmente hasta los -3 °C., aunque son raras las nevadas. El verano, por su parte, es caluroso. Hay 2.800 h de sol al año.
Las precipitaciones son escasas, alrededor de los 600 l/m² anuales, y suelen ocurrir en otoño y primavera, siendo el periodo estival de sequía casi absoluta. Los vientos dominantes son los de levante, que provocan fuertes rachas de viento. El viento del norte es el más frío y poco frecuente.

### Flora y fauna

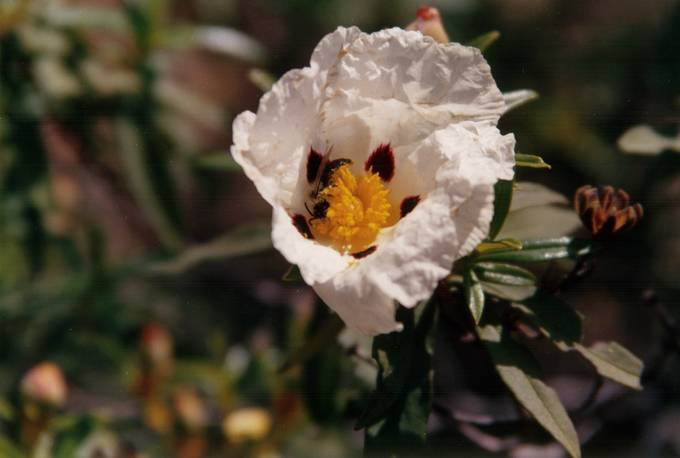
jara

La vegetación de este municipio es la propia de un municipio mediterráneo de montaña, abundando el monte bajo de matorral y la vegetación xerófila debido al clima seco y caluroso. Además, por la rocosidad y abruptuosidad de la sierra y el destino de las tierras no rocosas al cultivo del almendro, los cereales y el olivar, las masas forestales resultan inexistentes.

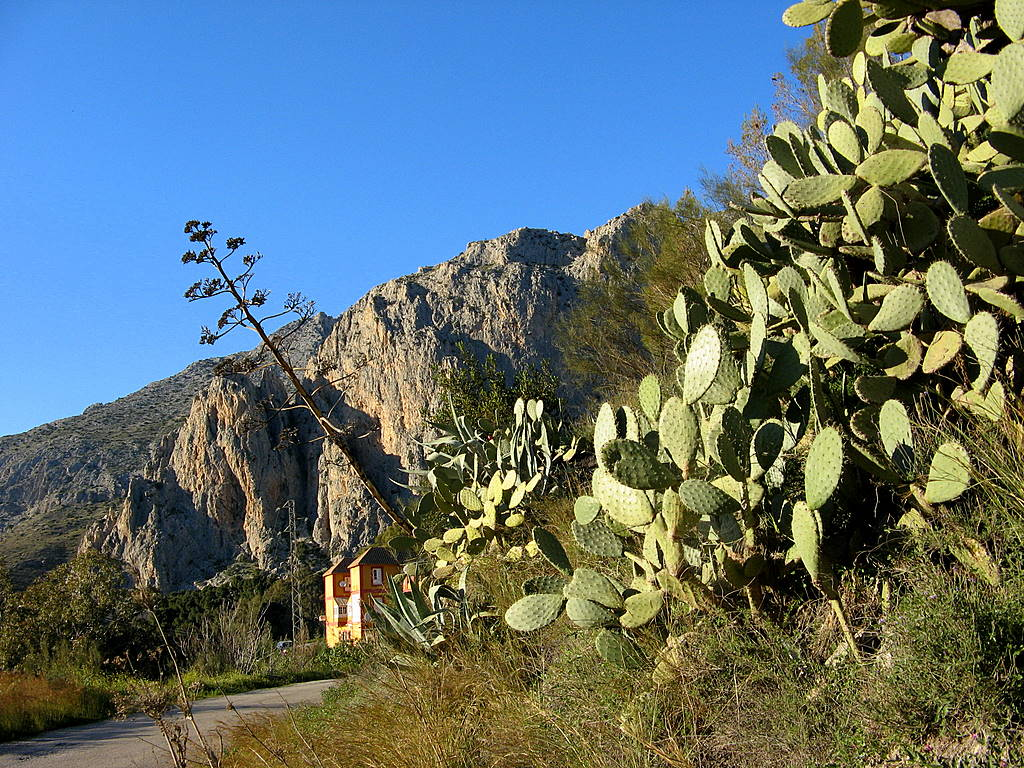
Vegetación mediterránea típica de la zona

En la sierra se da, predominantemente, la vegetación típica de zonas calizas mediterráneas, caracterizada por bajo matorral (tomillo, romero, espliego, lavanda, aulagas, chumberas, pitas, palmito, jaras, majuelos, genistas y retamas), además de una serie de flora menor como las siemprevivas, vincas, hierba de san Juan, amapolas, peonías, lirios, algunos tipos de orquídeas mediterráneas... En los márgenes del Arroyo aparecen numerosas especies de vegetación de ribera mediterránea y de rambla, como son zarzamoras, juncos y juncias, adelfas, retamar, lirios de agua, berros, matagallos, hiedras, etc. Sin embargo, la vegetación arbórea de ribera ha desaparecido en su totalidad debido al cultivo de los campos adyacentes al Arroyo.

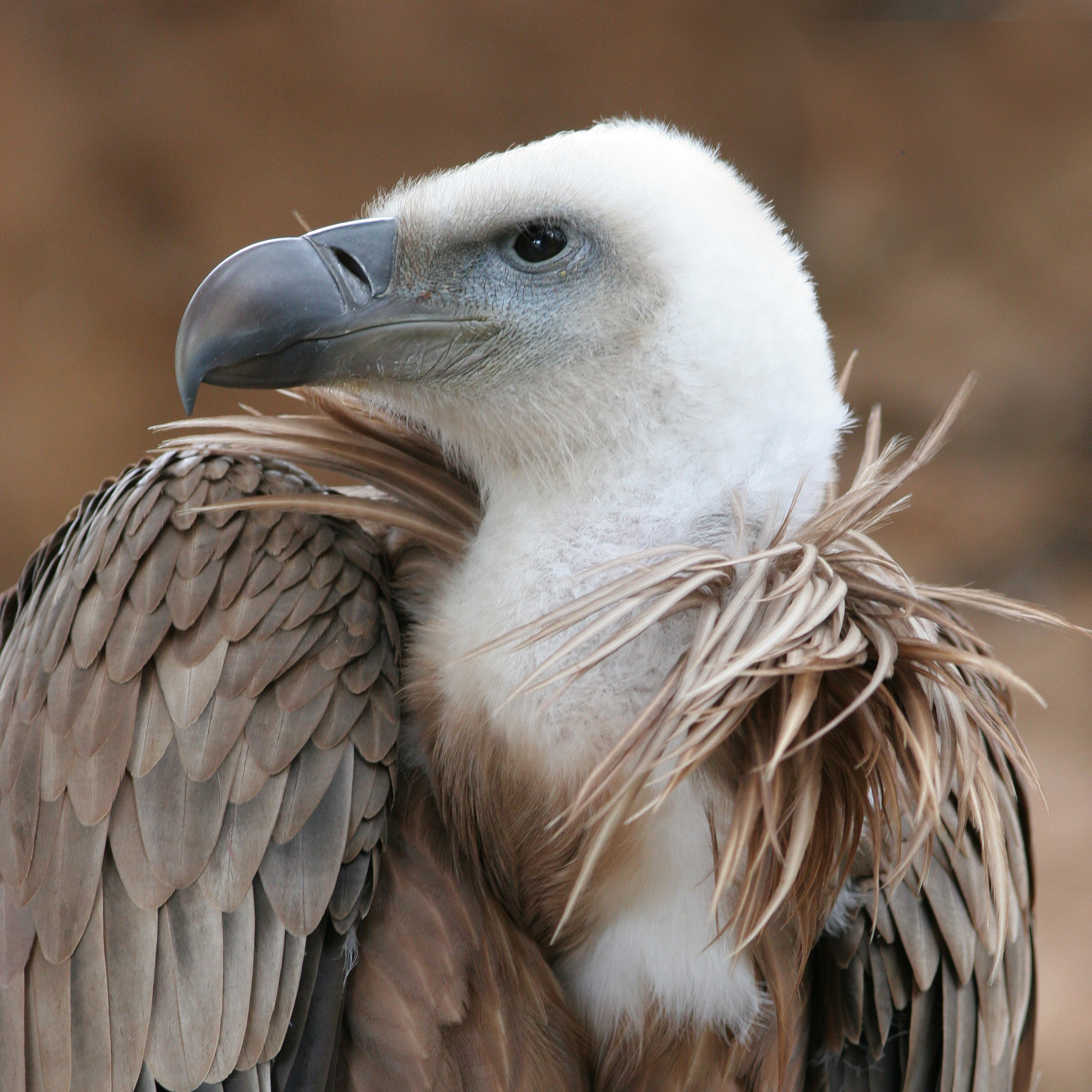
Buitre leonado

Pese a lo creído popularmente, actualmente no existe ningún tipo de reserva natural (parque nacional, parque natural, paraje natural...) en el término municipal del Valle de Abdalajís, aunque sí existe el paraje natural del Desfiladero de los Gaitanes, en las localidades vecinas de Álora, Antequera y Ardales.

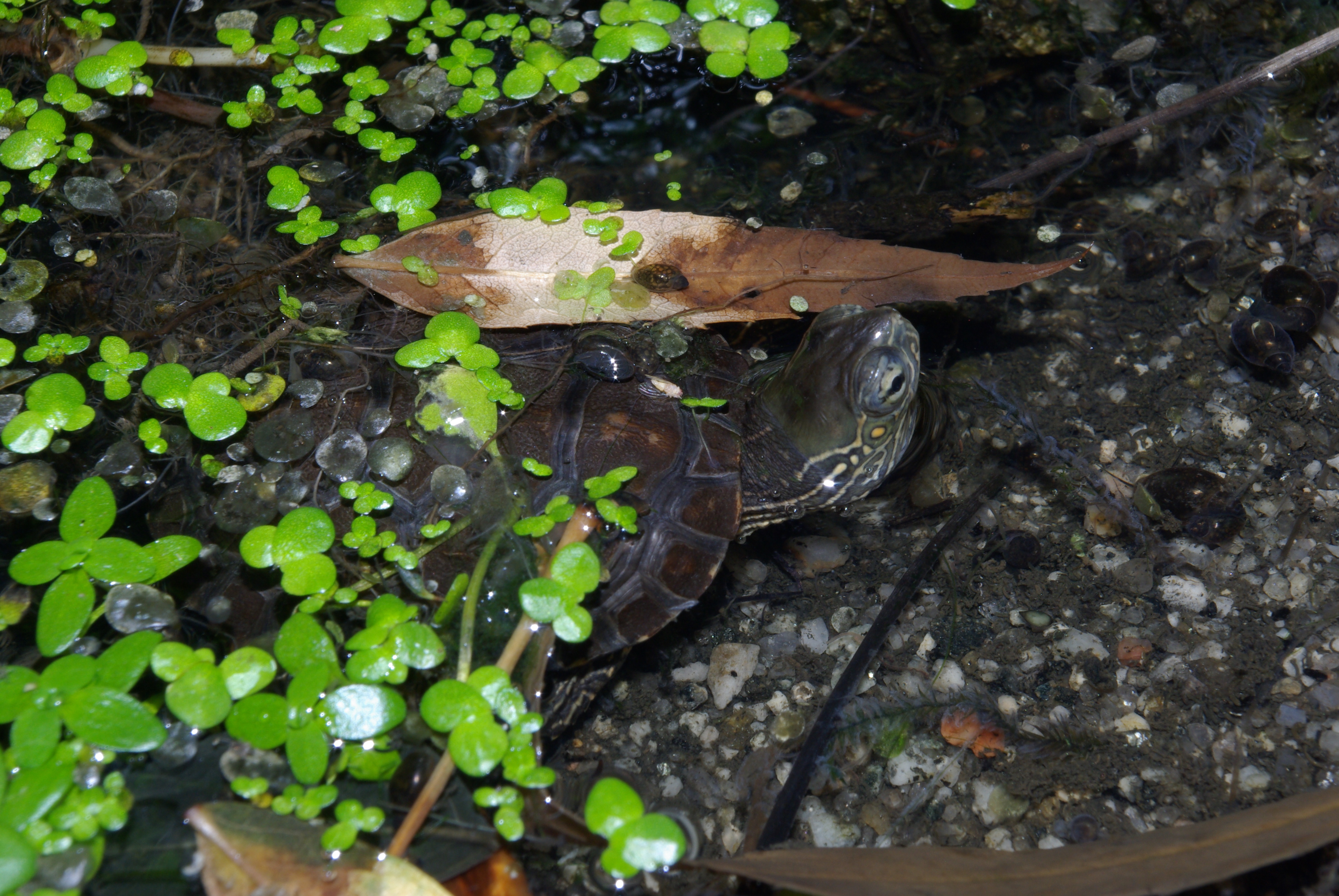
Galápago leproso

La sierra de Abdalajís alberga, sin embargo, una interesante fauna entre la que se encuentran un considerable número de especies protegidas como son el búho real, la cabra montés, el buitre leonado, el águila real, la culebra de escalera, la culebra de herradura, el gato montés, la jineta o el lagarto ocelado. Además, existe una gran variedad de aves menores (vencejos, gorriones, canarios, petirrojos, golondrinas...), insectos, arañas y pequeños mamíferos (conejos, liebres, topos).
En el entorno de la rambla del Arroyo se encuentran ranas y sapos comunes, culebras de agua, culebra de herradura, galápago leproso, zorros, conejos, liebres, hurones, tejones y otras especies comunes en el área mediterránea.

## Historia

### Época romana
Tras la lenta romanización de la zona, aproximadamente en el año 70 d. C., en tiempos de Vespasiano, se le concede a Nescania el título de Municipium Flavium, perteneciendo al convento jurídico cordobense o astigitano. Se conservan escritos que ya hablan de estos vestigios y hallazgos en el 1762 y se sabe que se conocía de su existencia desde mucho antes.
Es destacable el gran número de hallazgos de esta época localizados en el pueblo (en la mayor parte de los casos, éstos han sido saqueados u ocultados a las autoridades).
Además, unos 25 epígrafes hallados en las excavaciones aportan datos sobre la vida social de Nescania en aquella época. De estos epígrafes, resulta interesante destacar:
La Peana, un monolito de piedra caliza, tallado con forma de paralelepípedo que sirvió, según todo parece indicar, como pedestal para una estatua (se desconoce si dicha estatua era dedicada a alguna deidad o a Trajano). En ésta puede leerse una inscripción dedicada en el año 104 por los nescanienses a dicho emperador. Fue llevada a Antequera en el 1585 por el comendador Juan Porcel de Peralta, para ser incluida en al colección arqueológica, creada en el mismo año bajo decisión del cabildo antequerano -para que las piezas encontradas en la comarca no se perdieran y pudieran ser vistas por todos los ciudadanos-, que figuraba en el Arco de los Gigantes de esa ciudad. Felizmente fue rescatada para el Valle de Abdalajís en los años 50 del pasado siglo. Ahora se encuentra en el nuevo museo arqueológico/etnográfico, tras permanecer durante años en la plaza principal del pueblo.
Una epigrafía dedicada a Júpiter por un Calpurnio y que atestigua la existencia de un templo dedicado a este dios en la localidad.
Epigrafía referente a Séneca, ya desaparecida, que dice así: "Los naturales y vecinos de Nescania erigieron una estatua a Lucio Anneo Séneca, por los beneficios que le había hecho."
Epigrafía con la inscripción:
GENIO
MUNICIPI. NES
CANIENSIS. LI
CINIA. NIGEL
LA. OSQUVEN
SIS. NOMINE
SVO. ET. NOMI
NE. FABI. FIRMA
NI. MARITI. SVI
TESTAMENTO
FIERI. IVSSIT.
Cuya traducción es: Licinia Nigelia, natural de Oscua, en su nombre y en el de su marido Fabio Firmane, mandaron por su testamento, hacer este monumento al Genio del municipio de Nescania.
Además, el intenso comercio de la localidad con otras distantes como Andújar quedan a la vista en las firmas de obras de alfarería firmadas por alfareros de Andújar encontradas en la localidad malagueña.
En resumen, gracias a estas epigrafías conocemos que en Nescania había familias muy influyentes y que la ciudad gozaba de una gran vida e importancia relativa en su entorno próximo. Además, fuentes muy apreciadas hablan de unas 15 estatuas, entre ellas las de Séneca, Trajano (su busto forma parte de la colección del actual Museo de Málaga) y las también expuestas en el mismo museo que representan a Baco (Dios del vino) y a un fauno, situadas en las dos salas de entrada de la parte arqueológica de dicho museo.
La escultura de Baco se trata de una figura humana adosada a una pilastra. Presenta fracturados los brazos a la altura de los hombros, habiendo desaparecido los primeros. Le falta la pierna izquierda desde la rodilla. Se ha perdido también la cabeza de la pequeña pantera que le acompaña. Tiene restaurada la parte inferior de la pierna derecha entre la rodilla y el pie. Esta pieza consta de dos partes: una formada por la pilastra y la otra por la figura. La primera es de sección rectangular y no tiene más interés que un sencillo capitel formado por un listel o filete dispuesto de tal forma que la arista da al frente, continuándose por una moldura convexa semejando un talón. La pilastra forma una sola pieza con el pedestal que la sostiene. De esta basa nace por su lado izquierdo un tallo que sube hasta la cabeza de la escultura, coronándola de pámpanos y hojas de vid que caen por los laterales. El tocado es sencillo, rizado y ceñido al parecer por una finísima cinta sobre la frente. Los ojos tienen tallados los párpados. La boca está cerrada, con labios marcados y la barbilla se pronuncia hacia adelante. Aparece totalmente desnudo, y sólo se cubre con una piel o nebris muy fina echada frontalmente. Dicha escultura estuvo durante mucho tiempo en el museo Loringiano que se ubicaba en la villa perteneciente a la familia Loring-Heredia, desde donde pasó a formar parte de la actual colección del Museo de Málaga, situado en el antiguo palacio de la Aduana de Málaga.
También en la colección del Museo de Málaga se encuentra la escultura del fauno, del siglo II d. C. y de unos 70 cm de altura. Se trata de una figura masculina realizada en mármol totalmente desnuda; tiene en los ojos las pupilas marcadas, la nariz gruesa, los labios entreabiertos, en actitud de sonreír al espectador. La pierna izquierda está ligeramente adelantada. En general, el modelado del cuerpo es de mejor factura que el de la cabeza. Ésta, al igual que la anterior, estuvo durante un largo periodo de tiempo en el museo Loringiano.
Muchas otras de las piezas se alojan en el Museo Arqueológico de Málaga y en otros tantos museos, además de en colecciones particulares.

#### Villa Romana del Canal
En 1981 se descubrieron en la localización del canal (cercano al emplazamiento conocido como "El Higuerón") y cerca del actual colegio público del pueblo, los restos de una villa rústica romana del siglo II al procederse a preparar el terreno para la construcción de un depósito de agua. Dichos restos fueron catalogados como de 1.er orden, es decir, como un yacimiento arqueológico monumental de primer grado.
Los trabajos de excavación fueron realizados por el equipo del departamento de arqueología de la Diputación Provincial, que dirigía el arqueólogo Bartolomé Ruiz. Según las palabras que emitió el propio arqueólogo en su día: "el reciente descubrimiento de los restos de una villa rústica romana es realmente importante, debido, de forma especial, a la aparición de una zona porticada dentro del patio interior, algo no muy frecuente en los descubrimientos realizados hasta ahora en la provincia.
La villa romana es de planta simple, alrededor de un peristilo cuadrangular en cuyo interior hay un estanque que debió tener en su época una fuente o surtidor que no fue hallado. También fueron descubiertos trozos de columnas (plintos, basas, fustes y capiteles que se encuentran hoy en día en departamentos del futuro Museo Arqueológico de Málaga, en la Alcazaba y, en menor medida, en el convento de la orden de religiosas de San José de la Montaña, que se encuentra en el propio pueblo). Dichas columnas eran de arenisca de baja calidad. Además, se encontraron numerosos restos de cerámica, así como algunas monedas que se pueden fechar en el siglo III. Según los comentarios de los arqueólogos en su día: "El patio de la casa se conserva en muy buenas condiciones y están perfectamente definidas las partes correspondientes al corredor que une el patio con la parte noble de la casa y el área de las habitaciones de servicio."
Pero dichos restos no se excavaron más que en una mínima fracción (la superficie total de la parcela es de unos novecientos metros cuadrados, de los que fueron excavados unos quinientos). Esto fue debido al escaso presupuesto, que obligó a abandonar dicha excavación y estudio. Sin embargo, parte de los restos rescatados fueron enviados al Museo Arqueológico de Sevilla, a los almacenes del futuro Museo Arqueológico de Málaga, al convento de la orden de San José de la Montaña, que se encuentra en el propio pueblo.
El desinterés de las autoridades, la Diputación Provincial y el propio ayuntamiento, han llevado al abandono a dichos restos hasta la actualidad.
En el último año, y gracias a una ayuda para recuperación del patrimonio, concedida por el Ministerio de Fomento, parece que van a recuperarse y adecuarse los restos que se conservan.

### Alta Edad Media
Tras la destrucción de la ciudad romana por parte de los pueblos bárbaros, vándalos y visigodos a mediados del siglo IV, toda la región quedó despoblada durante varios siglos hasta la llegada de los árabes.

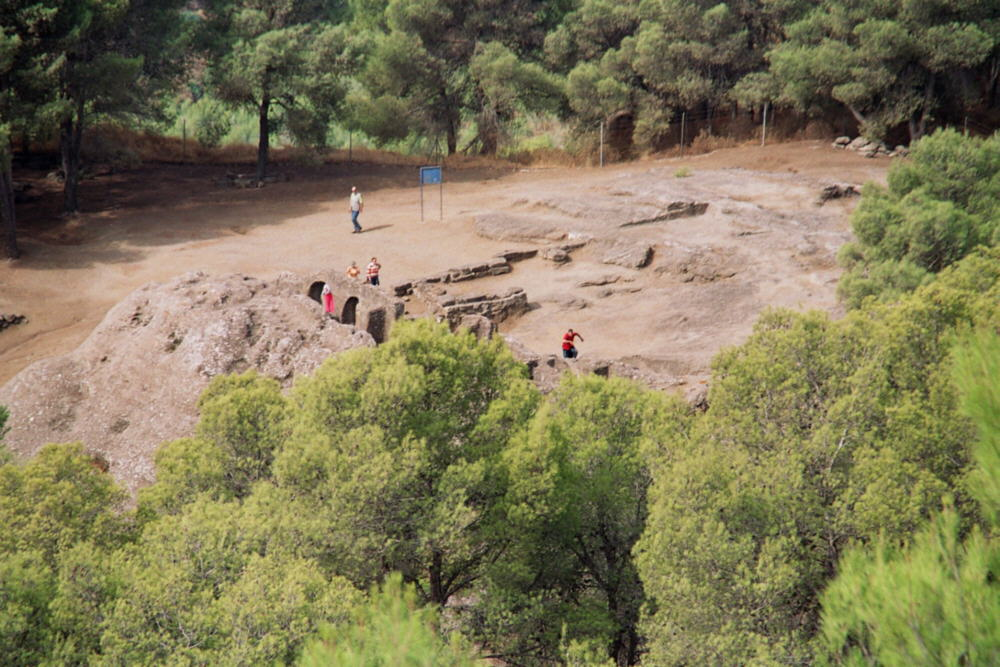
Ruinas de Bobastro, ciudad más cercana a la localidad en la época de dominio islámico.

 A la época andalusí debe su nombre el municipio de Valle de Abdalajís, pues procede del nombre propio árabe ʿAbd al-ʿAzīz (عبد العزيز), en referencia a Abd al-Aziz ibn Musa, que casó con Egilona, viuda de D. Rodrigo, y que residió algún tiempo en estas tierras. Antes de fundarse el pueblo y adquirir la denominación actual, fueron usados para designar este territorio los topónimos: sierra de Audalaxis, partido de Audalaxis o Cortixos de Audalaxis. La denominación sobre la base de este personaje situaría el origen árabe del municipio en los primeros años de la presencia de este pueblo en la península, no existiendo datos sobre el municipio en esta época.

### Baja Edad Media y Edad Moderna

#### Conquista cristiana
Posterior a la dominación árabe, nos adentramos en la conquista cristiana, con la ocupación, completa sumisión y dominio efectivo de la totalidad de la comarca, incluido en ella el Castillo de Hinz-Almara, la Sierra y el valle. Este periodo tiene sus inicios en 1407.
En 1492 los árabes son expulsados totalmente del territorio español y acaece un hecho histórico en el Valle de Abdalajís, de escasa importancia pero que viene a significar la génesis del actual pueblo, la repartición que, de los campos del Valle de Abdalajís, se hizo por el Bachiller Juan Alonso Serrano, tras la finalización de la reconquista de la provincia de Málaga. Buena parte de los campos pasaron a manos de un vecino de Antequera, D. Juan de Eslava, (se puede considerar a este como la piedra angular del origen de la villa de Valle de Abdalajís y aborigen de la genealogía del Señorío Jurisdiccional que gobernó esta villa desde 1559 hasta las Cortes de Cádiz de 1811).

Mapa del Reino de Sevilla, de la Corona de Castilla. El municipio aparece en la parte oriental del reino en rosa, como corresponde a los Señoríos Independientes

### SigloXX, Guerra Civil, Dictadura y Transición
Al comenzar la guerra civil española, el Valle de Abdalajís cayó en zona republicana. Su sierra formó parte de la línea de frente en la guerra civil y fue la "muralla" que defendió Málaga del avance de las tropas franquistas entre julio de 1936 y febrero de 1937, cuando, bajo las directrices italianas una columna de unos 3.000 hombres salida de Antequera establece el control y el dominio del bando nacional sobre la carretera entre Antequera y el Valle de Abdalajís, la zona de Villanueva de Cauche y Ardales.
El 7 de febrero de 1937 el Valle de Abdalajís cae ante el bando nacionalista, como escribe el dirigente militar Queipo de Llano:
"Las dos columnas pequeñas salidas de Antequera y Archidona, tomaron el Puerto de Cauches, Villanueva del Trabuco y Villanueva del Rosario, después de asaltar trincheras rojas, y siguieron su avance hacia el sur. Por el Valle de Abdalajís el avance se ha hecho muy lento, pues el recorrido tiene trozos cortados y ha sido necesario trabajar en ellos y probablemente hasta por la mañana no podrán continuar su marcha."(Publicado en el diario granadino "IDEAL").
La represión franquista en este pueblo fue atroz, con casi cien fusilados. Además, fueron muchos los que refugiados en la sierra trataron de evitar dicha represión, como la partida de "Los Pataletes" (José y Juan Castillo Vera), naturales de Álora (Málaga) y con bases en la sierra del Hacho. Con la muerte de los dos hermanos (José, el 31 de enero de 1947, en un enfrentamiento con la Fuerza cerca de Alora, y Juan, unas semanas más tarde en una emboscada en el término de Antequera) la partida se disuelve y mientras algunos -que llevan en la montaña 8 y 9 años- deciden entregarse, los demás se incorporan a otras partidas.
También Diego “El de la Justa”. Este "guerrillero" representa un caso más de la huida a la Sierra, producto de la injusticia social de aquellos tiempos. Originario de Teba (Málaga), Diego, un simple trabajador del campo sin una adscripción política definida, tiene que huir a la sierra tras una disputa a cuenta de unos terrenos con el cacique Pablo Ramos.
La peregrinación laboral de "Diego el de la Justa", en su época de jornalero, le había permitido anudar buenas relaciones con muchos cortijeros, pues tenía fama de hombre trabajador y servicial, lo cual le iba a permitir más tarde disponer de innumerables ayudas y de puntos de apoyo durante algo más de 9 años de vida "guerrillera" en la Sierra, puesto que cayó en plena sierra de Ortégicar, a fines de mayo de 1949, en combate, cercado por las fuerzas del orden, junto con varios de sus hombres, después de una gran operación anti-guerrillera en la que se desplegó un gran número de efectivos de la Guardia Civil.
Tras la guerra, se instaura la dictadura franquista. En los años de postguerra y a lo largo de la dictadura se instala en el pueblo fuertemente castigado por la guerra un gran vacío social que afecta a todas las relaciones vecinales. Además de los daños materiales (los destrozos provocados durante la guerra en la iglesia, causaron daños en retablos e imágenes de cierto valor. Además, gran parte de las infraestructuras de comunicación del pueblo se vieron afectadas por la guerra y un gran número de viviendas fueron saqueadas o destruidas), también las muertes que acarreó la Guerra y la posterior dictadura, muchas de ellas silenciadas aún hoy en día (existen varias fosas comunes en el pueblo que, aunque reconocidas algunas de ellas, no han sido aún excavadas para la recuperación de cuerpos) llevaron al pueblo a una situación de difícil convivencia diaria (esta situación queda retratada fielmente en la película "Le mur des oubliés", película de producción francesa dirigida por Joseph Gordillo -hijo de un vallestero-, Premio "Fuera Fronteras" en el Festival del Documental Clermont-Ferrand). A esto hay que unir las dificultades económicas y sociales que acompañaron a la dictadura en todo el país.
Al igual que las primeras elecciones generales del 15 de junio de 1977, las primeras elecciones municipales (1979) fueron ganadas por el PCE (Partido Comunista de España), lo que evidenciaba una ideología política similar a la del resto de municipios del interior norte de la provincia, donde ganaron los partidos PSOE Y PCE.

## Geografía humana

### Demografía
Cuenta con una población de 2435 habitantes (INE 2024).
| Gráfica de evolución demográfica de Valle de Abdalajís entre 1842 y 2021 |
| |
| Población de derecho según los censos de población del INE Población de hecho según los censos de población del INEEn estos censos se denominaba Valle de Abdalagís: 1887 y 1897 |

| 1986  | 1988  | 1990  | 1992  | 1994  | 1996  | 1998  | 2000  | 2002  | 2004  | 2006  | 2008  | 2009  |
| ----- | ----- | ----- | ----- | ----- | ----- | ----- | ----- | ----- | ----- | ----- | ----- | ----- |
| 3.160 | 3.162 | 3.151 | 2.999 | 3.090 | 3.081 | 3.049 | 3.007 | 2.981 | 2.954 | 2.955 | 2.908 | 2.842 |

Como muestra la tabla arriba expuesta, el Valle de Abdalajís es la localidad que más rápido decrece (una de las 3 únicas que decrecen en población) de la provincia de Málaga.
La emigración ha sido una variable importante en los cambios demográficos de la localidad, ya que una gran parte de vallesteros ha emigrado a lo largo de diferentes etapas de su historia.

### Economía

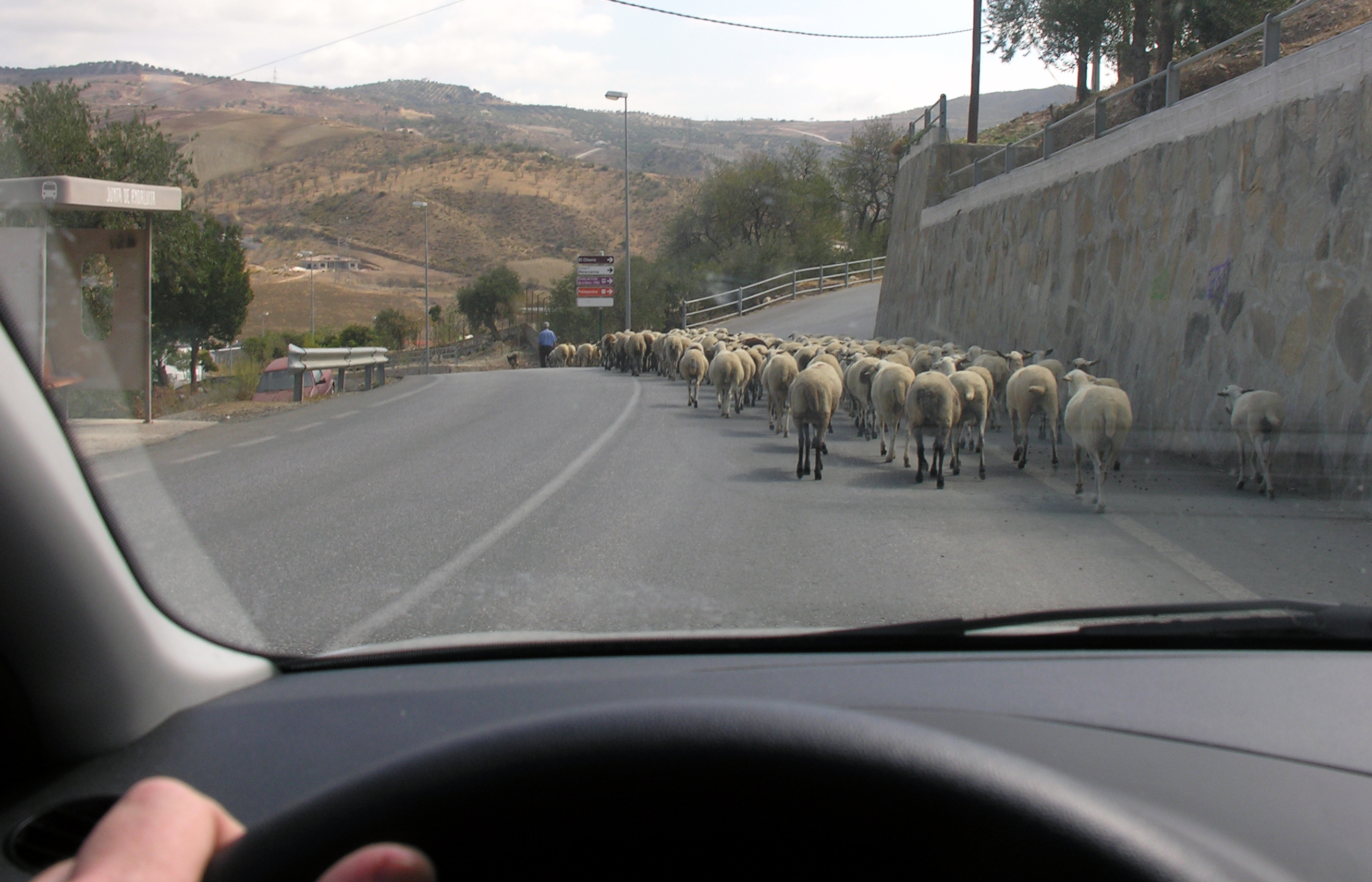
Rebaño de ovejas.

Las dos actividades principales de ocupación en la localidad son la construcción (sobre todo la que se ha impulsado en los '90 en la costa del sol) y la agricultura.

#### Agricultura
El municipio tiene un total de 1.189 hectáreas cultivadas, en las que se cultivan principalmente:
-Herbáceas: superficie de 853 ha. Los principales cultivos de este tipo son la veza para forraje -de regadío- (9 Ha), el trigo -principal cultivo de secano- (116 Ha), la cebada o el centeno.
-Cultivos leñosos: La superficie total dedicada a estos cultivos es de 336 ha. Los principales cultivos leñosos son el naranjo (de regadío, 25 Ha), el olivar (principal cultivo de secano, 159 Ha), y resultan también representativos el almendro y algunos frutales (limón, ciruelos...).

##### El olivar
El olivar representa la principal forma de vida económicamente hablando de la población de la localidad, dedicándose a él más de la mitad de la población bien como temporeros, bien como poseedores.
Se recolectan diferentes tipos de aceitunas, todas ellas para la producción de aceite, entre las que destaca la de variedad Hojiblanca. La mayor parte de la aceituna recolectada se destina a la producción de aceite en las cooperativas situadas en Antequera.

#### Ganadería
Tiene una muy limitada importancia en la economía del pueblo, aunque tuvo su importancia en el pasado. Sobre todo, destaca la ganadería caprina, aunque también existe ganadería ovina y aviar, ambas de forma muy puntual y de limitado tamaño.
Relación de unidades ganaderos por tipo:

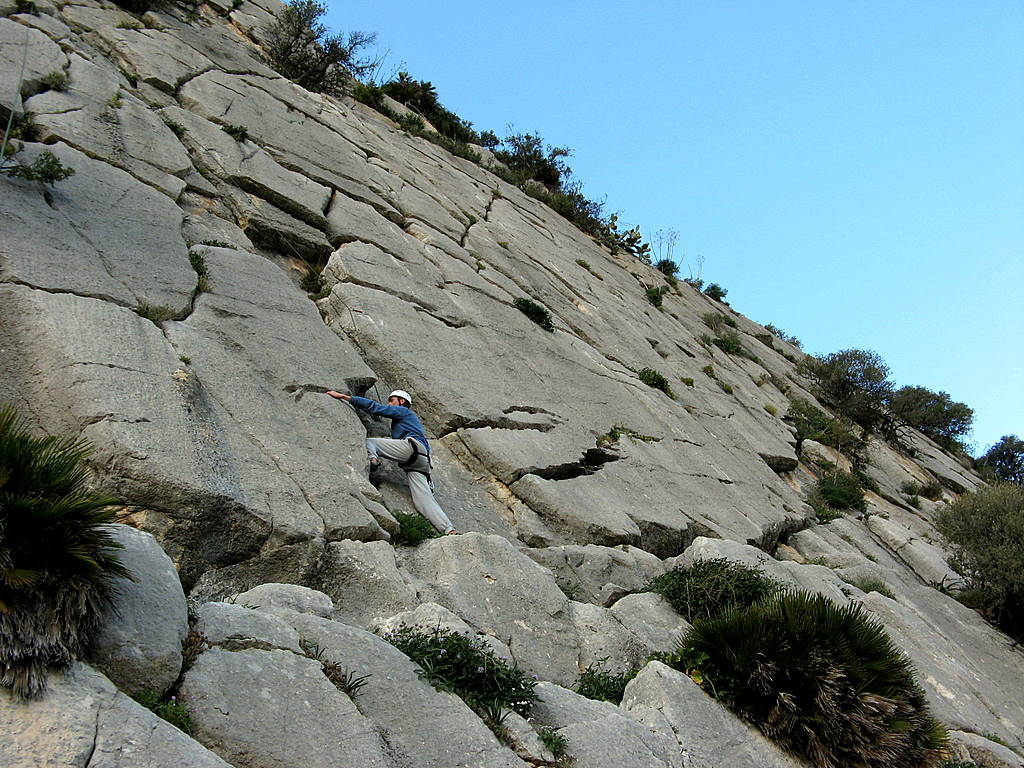
Escalada en el Valle de Abdalajís.

| Ovinos | Caprinos | Aves | Equinos | Bovinos | Porcinos |
| ------ | -------- | ---- | ------- | ------- | -------- |
| 2.004  | 1.632    | 168  | 111     | 83      | 5        |

#### Turismo
Su extraña orografía le dota de inmejorables condiciones para la práctica de algunos deportes de riesgo como parapente, aladelta, escalada, etc., y otros no tan arriesgados como el senderismo y los paseos en bicicleta o a caballo, lo que atrae un limitado pero especializado turismo rural.
Además, en los últimos años se han instalado diferentes hostales y casas rurales en el pueblo y sus cercanías.

#### Evolución de la deuda viva municipal
| Gráfica de evolución de Deuda viva del Ayuntamiento de Valle de Abdalajís entre 2008 y 2019                                |
| |
| Deuda viva del Ayuntamiento de Valle de Abdalajís en miles de Euros según datos del Ministerio de Hacienda y Ad. Públicas. |

## Política y administración

### Política
En 2019 se presentaron a las elecciones municipales 3 partidos: PSOE-A, IULV-CA y PP.
| Periodo   | Nombre                          | Partido                                     |
| --------- | ------------------------------- | ------------------------------------------- |
| 1979-1983 | Ricardo Pérez Domínguez         | PCE-PCA                                     |
| 1983-1987 | Francisco Gómez Benítez         | PSOE-A                                      |
| 1987-1991 | Francisco Gómez Benítez         | PSOE-A                                      |
| 1991-1995 | Francisco Gómez Benítez         | PSOE-A                                      |
| 1995-1999 | Tomás Gómez Arrabal             | PP                                          |
| 1999-2003 | Tomás Gómez Arrabal             | PP                                          |
| 2003-2007 | Tomás Gómez Arrabal             | PP                                          |
| 2007-2011 | Alfonso García Carrasco         | PSOE-A                                      |
| 2011-2015 | Francisco Sierras Castillo      | PP                                          |
| 2015-2019 | Víctor Manuel Castillo González | PP                                          |
| 2019-2023 | José Romero Vegas               | Adelante Valle de Abdalajís Izquierda Unida |

La actual corporación municipal (2019-2023) está formada por 6 concejales del IULV-CA, 1 del PSOE-A, y 4 del PP.

### Heráldica
La bandera del pueblo es blanca totalmente con el escudo situado en su centro.
El escudo del pueblo se aprueba el 13 de septiembre de 1957 y consta de un campo de gules, un castillo de oro, puertas y ventanas gules. Ante el torreón una doncella con túnica de azur, simbolizando todo ello el castillo que existió en el Valle de Abdalajís en la época árabe, denominado castillo de Almarax (castillo de la Mujer). Surmontado todo con la corona de España abierta, compuesta de ocho flores, cinco vistos y embellecidos de perlas y perlas interpoladas entre ellos y piedras preciosas en azur y gules en el oro de la corona.
Escudo solicitado por el Ayuntamiento con el informe de la Real Academia de la Historia, fue aprobado por el Consejo de Ministros del 13 de septiembre de 1957, publicado en el Boletín Oficial del Estado, de 9 de octubre de 1957.

## Comunicaciones

### Red Viaria
La localidad se encuentra a 57,5 km de Málaga y a 21 de Antequera. Para llegar desde Málaga es necesario tomar la autovía del Guadalhorce (A-357) durante 26,4 km, para después, a través de un tramo de enlace, tomar la A-343 hasta la localidad. El trayecto dura entre 50 minutos y una hora. A lo largo de este mismo trayecto, la localidad se comunica con las vecinas poblaciones de Álora, Pizarra y Cártama y sus pedanías.
Para llegar desde Antequera se toma la A-343, que fluye en dirección sureste hacia el valle del Guadalhorce y la sierra de las Nieves.
Además, la localidad se comunica con pequeños núcleos de población vecinos como La Joya de Antequera, Las Mellizas, El Chorro o Los Nogales a través de otras vías como carriles, caminos o pequeñas carreteras comarcales.

### Autobuses
El pueblo está comunicado por una poco frecuente red de autobuses con Antequera y, a través de ésta, con Málaga capital, saliendo dos autobuses diarios con estos destinos y llegando dos autobuses diarios, también, desde estos destinos, de lunes a viernes. Los sábados y domingos la localidad carece de comunicación con autobús.

## Cultura

### Música y danza

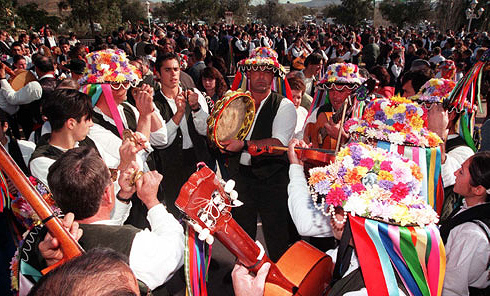
Panda de verdiales típica.

La música de la localidad, al igual que otros municipios del interior de la provincia de Málaga, tiene como eje central los verdiales. Éstos son un palo del flamenco semejante a un fandango cantado y bailado (según flamencólogos como Hipólito Rossy (Teoría del Cante Jondo.- Credsa, Barcelona, 1998) y José Luque Navajas (Málaga en el cante.-El Guadalhorce.-Málaga, 1965) los verdiales son, como poco, la más primitiva forma de fandango malagueño y, casi con seguridad, puede que del andaluz en su conjunto. Alfredo Arrebola (Doctor en Filosofía, flamencólogo y cantaor) llega a afirmar que "el fandango más antiguo que registra la historia flamenca es, exactamente, el de Málaga" con sus dos formas "verdiales y fandangos abandolaos, siendo los más viejos los primeros, incluso anteriores al mismo flamenco" (V Congreso de Folclore Andaluz)). De origen incierto, muy probablemente toman su nombre de la ermita de "verdiales" dedicada a la Virgen de los Dolores, y ésta a su vez, de la variedad de aceituna "verdial".
Existen 3 estilos: estilo Comares, estilo Los Montes y estilo Almogía, siendo este último el predominante en el pueblo. El estilo Almogía se caracteriza por:
- Instrumentación: Violín, dos o más guitarras, dos o más platillos, pandero y castañuelas.
- Compás: Es el más veloz de los tres estilos.
- Interpretación o toque distintivo: Repiqueteo seguido de los platillos; el pandero se toca con menos golpes, más rasgueos y a veces se hacen florituras con él como golpearse los codos y las rodillas; las guitarras no se puntean, sólo hacen compás y dan las notas para el cante, lo que, según algunos, aumenta la posibilidad de lucimiento de los cantaores en este estilo. El violín, como en los demás estilos, es el último instrumento que se incorpora, convirtiéndose en el director que inicia y finaliza las piezas (luchas), marca los tiempos, acompaña al cante y "canta", haciendo los decires o subías.
- Bandera: El baile de la bandera (consistente en girar rítmicamente con gran habilidad una bandera estampad con colores y símbolos comarcales, regionales y nacionales) es muy vistoso porque el rápido ritmo se presta al lucimiento. Se dice que el baile de la bandera es originario de este estilo.

La panda de Verdiales de Valle de Abdalajís nace hacia el año 1992 de un grupo de amigos. Para tal fin, buscan a dos personas que serían las que les enseñaran a tocar y bailar. Así, Francisco Reina se hace cargo de impartir las clases de toque y Juan Navarro las de baile. La primera persona encargada de la panda fue Manuel Gordillo, el cual fue sustituido tras su fallecimiento por Manuel Martín. También este alcalde tuvo que ser sustituido por enfermedad por el que hoy sigue siendo el alcalde de la panda Francisco Arrabal.
Fueron varios los años que esta panda estuvo limitada a tocar en reuniones que hacían por el gusto de reunirse a hacer fiesta, en los bares del pueblo, en las ferias, romerías y demás fiestas locales. No fue hasta el año 1997 que la panda del Valle empieza a sonar en el mundo Verdialero, ya que fue en este año cuando acudieron por primera vez al encuentro de pandas de verdiales en la ermita de Jeva el día 25 de diciembre y a la fiesta mayor de Verdiales que se celebró en San Cayetano.
Actualmente, existen dos pandas en el pueblo:
- La panda infantil (Escuela de Verdiales Valle de Abadalajís (de estilo Los Montes) y cuyas tareas de alcalde (especie de director musical) ejerce Juan Pérez García.[33]
- La panda originaria, llamada Panda San Lorenzo de Abdalajís. Es la más antigua y en ella participan personas de todas las edades. Goza de buena vida y se afana en mejorar día a día, acudiendo cada vez a un mayor número de eventos, entre los que se encuentra la Feria de Agosto de Málaga.[34]

En julio de 2010, tiene lugar en el Valle de Abdalajís el IV Festival de Verdiales.
Existe, además, en el pueblo un grupo de baile llamado "Pureza" que surgió en los '90 y que se dedica a bailar todo tipo de música flamenca.
Además de los verdiales y los otros estilos de música menos castizos, en el pueblo siempre se han cantado canciones del cancionero popular, que últimamente están perdiéndose. Una de ellas era "La Jeringosa", una coplilla popular que se canta en diferentes variantes en todo el territorio español, y que cantaban las niñas y muchachas mientras jugaban a lo largo de la primera mitad del siglo XX. También "Los cordones" era un juego típico consistente en bailar al ritmo de cancioncillas y palmas formados en dos filas enfrentadas mientras los y las jóvenes se cruzaban dibujando en el cruce lo que sería la forma de unos cordones de zapatos anudados.

### Pintura, escultura y arquitectura

#### Arquitectura
La parte alta del pueblo es la más antigua y mantiene el típico trazado urbano árabe. En la calle Real existía hasta hace poco una posada -hoy demolida debido a su mal estado estructural- que era considerada una de las primeras edificaciones de la villa.
En sus inmediaciones el viajero puede comprobar la estructura solariega del siglo XVI, con pocos pero claros ejemplos, tomando como muestra al Palacio de los Condes de Corbo, el cual se encuentra en un buen estado de conservación.
Es interesante también la iglesia parroquial -inicialmente capilla anexa del palacio antes mencionado-, terminada en 1559 pero que fue reformada en el siglo XVIII. De sencilla portada presenta una torre de tres cuerpos cerrada con un tejado de cuatro aguas.
Resulta también de interés la ermita del Cristo de la sierra, situada en la ladera de El Picacho desde el que se puede disfrutar de unas excepcionales vistas.
Como arquitectura típica en viviendas existe la casamata de una o de dos plantas, conservándose en algunas casas un patio y un corral de aves, así como cuadras para las caballerías y otros animales domésticos.

### Artesanía
Está muy desarrollada la artesanía con palma y también se hacen trabajos en esparto. Todavía se utilizan los antiguamente muy comunes zurrones de esparto llamados "candongas" y también la "capacha", o cesto para la comida.
Además, también se puede encontrar objetos de forja, cerrajería artística y cantería.

### Fiestas populares

#### Día de la Candelaria
Se celebra el día 2 de febrero. Durante las semanas previas, los habitantes del pueblo recogen maderas, ramas desechadas de la poda de árboles y cualquier cosa que pueda ser quemada, para celebrar durante la noche del 2 al 3 de febrero el día de la Candelaria. En él, los vecinos se reúnen en torno a hogueras que arden hasta bien entrada la madrugada, en un ambiente festivo y familiar.

#### Carnaval
El carnaval se celebra en el Valle de Abdalajís a finales de febrero, de forma alegre y festiva con la actuación de diferentes comparsas y murgas.

#### Semana Santa
Dos son las cofradías que procesionan sus pasos en la Semana Santa vallestera, la Cofradía de María Santísima de los Dolores y la Cofradía de Nuestro Padre Jesús Nazareno. Además, también procesiona Nuestro Padre Jesús Resucitado y se espera que próximamente lo haga la imagen de Nuestro Padre Jesús del Rescate (encontrado en 2008 tras ser tapiado durante el desarrollo de la Guerra Civil).
La Semana Santa en el Valle de Abdalajís comienza con el Viernes de Dolores, al procesionar María Santísima de los Dolores, patrona de todos los vallesteros.
La Cofradía de Nuestro Padre Jesús Nazareno tiene su día grande el Jueves Santo cuando, tras 3 días de triduo, todos los cofrades le procesionan en acto de penitencia.
Nuevamente el Viernes Santo tiene lugar salida procesional con la virgen de los Dolores en su advocación a la Soledad que se pasea por las diferentes calles del pueblo hasta su encierro en la iglesia de San Lorenzo en una solemne y recogida procesión, a lo largo de la cual van apagándose las luces de las calles por las que procesiona.
Además, el Domingo de Ramos tiene lugar una procesión con ramas de olivo.

#### Romería del Cristo de la Sierra
Durante el día del Corpus Christi Es de destacar por la importancia que ha adquirido en los últimos años la romería en honor al Cristo de la Sierra durante el primer fin de semana del mes de mayo. El Cristo de la Sierra fue encontrado, según cuenta la leyenda, por un pastor en la sierra de Abdalajís. Tal fue la devoción que le tomó el pueblo que antes de la Guerra Civil se le construyó una ermita. En 1954 tiene lugar la primera romería en honor al Cristo de la Sierra.
Hoy día la Asociación Cultural Cristo de la Sierra, creada en el año 1978, se encarga de las actividades y proyectos que rodean al desarrollo de la romería. Además, este año ha introducido como novedad la celebración de una verbena que resultó todo un éxito.
La romería comienza con la bajada del Cristo, el jueves previo al primer domingo de mayo. Este se baja desde la ermita enclavada en la sierra procesionándose a hombros de muchachas del pueblo, generalmente vestidas de blanco y con flores naturales en el pelo -aunque en los últimos años algunas de ellas optaron por trajes de gitana-, por las calles del pueblo, las cuales se decoran con ramas de álamo y romero. Las mujeres del pueblo llenan grandes cestos hechos de pleita de romero que van repartiendo a los viandantes a la llega del Cristo por sus calles. Tras su llegada a la iglesia tiene lugar el Pregón de la Romería.
El viernes tiene lugar la salida de todos los romeros y romeras en carrozas desde Málaga, llevándose a cabo el desarrollo de lo que se conoce como "el camino". Este, consiste en una peregrinación desde Málaga hasta el Valle que comenzó a llevarse a cabo en el año 1999 y que va realizando ofrendas y actos de reconocimiento ante otras imágenes, como la Virgen de la Victoria en Málaga o la de la Fuensanta en Álora, y que va pasando por las diferentes localidades de la comarca del Guadalhorce: Cártama, Pizarra y Álora hasta llegar el sábado por la tarde al Valle de Abdalajís, donde tiene lugar una misa romera y una ofrenda floral.
El domingo, día festivo por excelencia, tiene lugar la romería propiamente dicha en el enclave conocido como "El Canal" para finalizar en la ermita con una Misa Romera de Acción de Gracias.

#### Corpus Christi
Durante el día del Corpus Christi (celebrado el domingo posterior al día correspondiente a 60 días después del Domingo de Resurrección) se decoran las calles del pueblo con hojas de palmera y el suelo de ellas se cubre de un manto de juncos, juncias, matagallos y matrantos, además de otras hierbas olorosas, y se montan altares que son bendecidos en procesión por el Corpus.
Es destacable, por su belleza, el altar montado por las religiosas de San José de la Montaña en el interior del convento. Además, también resulta interesante el montado en la calle Real usando la imagen de un cristo (establecido en una pequeña hornacina en plena calle a lo largo de todo el año y que es cuidado por todos los vecinos de la calle) y que se monta con la participación de todos los vecinos.

#### Noche de San Juan
Unas de las festividades más particulares de Valle de Abdalajís es la noche de San Juan. En esta noche, los jóvenes del pueblo, en lugar de efectuar la quema de los Júas (como en otras localidades) recurren al agua como elemento purificador, de modo que la tradición es la de rociar de agua a todo aquel que se encuentre en la calle durante toda la noche, desde puertas, balcones, ventanas o en la propia calle con cubos, mangueras o globos. Es especialmente festivo el ambiente en la fuente de Arriba, donde el agua corre libremente calle abajo.

#### Festival de Verdiales
En julio se celebra, desde hace poco, el Festival de Verdiales, que acoge a un considerable número de pandas que compiten entre ellas.

#### Feria de Agosto
Las fiestas mayores del pueblo tienen lugar en torno al día 10 de agosto, festividad de San Lorenzo, patrón local y tienen una duración aproximada de 4 días. Durante estas fechas se mezclan los aspectos lúdico festivos propios de las fechas, con el ambiente cultural con motivo de los diferentes actos en este sentido, exposiciones, concursos, bailes y cantes típicos.
La feria se desarrolla en dos localizaciones diferentes. Durante el día, es la plaza de San Lorenzo la que acoge una carpa con actuaciones y comida gratuita. Por la noche, el recinto ferial -situado a las afueras del pueblo- acoge las atracciones y en su caseta municipal, el desarrollo de las actuaciones programadas.

## Deportes
Entre las instalaciones deportivas de la localidad se encuentran el polideportivo, con dos pistas de fútbol, una de baloncesto y una de tenis; la piscina, de verano, en la que se desarrollan cursos de natación organizados por la Diputación de Málaga; un rocódromo situado en el recinto ferial; y un campo de fútbol, además de un área dedicada para el skate, en el lugar donde se construía el albergue municipal del pueblo (construcción tristemente abandonada). Además, el pueblo cuenta con un equipo de fútbol propio, el Valle de Abdalajís U. D., creado en 2010.
Todos los años se organiza en el mes de julio en la localidad un maratón 24 horas de fútbol.
Además de todo esto, pueden realizarse muchos deportes de aventura: escalada, ala delta, parapente (existe una escuela de estos dos últimos en la localidad), senderismo, donde se puede subir a la Fuente de la Reina o a la ermita del Cristo de la Sierra, rutas en bici...

## Gastronomía
El pueblo disfruta de una gastronomía basada en los productos primarios de la tierra, donde predominan las verduras y hortalizas (el tomate, la cebolla, los pimientos y las patatas), la carne de cabra y los productos derivados de éstas (leche, queso, calostros), las almendras, las naranjas y limones, el aceite y el trigo. Sus platos más comunes beben de la tradición musulmana y mezclan el dulce y el salado o el amargo y el dulce en platos de fuerte sabor y aroma.
Así, destacan platos fríos como la porra (elaborada con tomate, pimiento, ajo, aceite y pan) a menudo acompañada de jamón, atún, huevo cocido o aceitunas, las migas (tomadas con naranjas dulces o agrias y con granadas o aceitunas), el pimentón (gazpacho frío de tomate que aquí recibe este nombre), la ensaladilla de pimientos asados, el salmorejo de patatas y la pipirrana. También platos calientes como el gazpacho caliente que usa como base el tomate, el gazpacho de pescada, el aliño de caracoles, la sopa de ajo, la sopa de espárragos, la olla (similar al puchero), las gachas (a menudo tomadas con miel o almendras), el aliño de chivo o el conejo al ajillo. Postres como las tortas de aceite, los roscos de naranja, los tejeringos (especie de churros) o el granizado de almendra que, a menudo, se acompaña con canela y es único y genuino de este pueblo.
En Semana Santa se elaboran las torrijas (con miel o azúcar y canela), los pestiños y las tortas de canela. En Navidad son típicos los mantecados de aceite o los de manteca, los de almendra, las empanadillas y los roscos de aceite. Además, los productos cárnicos tradicionales (salchichones, chorizos, morcillas...); los quesos de cabra; las frutas, como higos, brevas, naranjas o limones, forman parte de la gastronomía típica de la zona.

## Personas destacadas
- Beata Petra de San José

## Hermanamiento
- Baler, Filipinas